# Amaracarpus acuminatus
Amaracarpus acuminatus är en måreväxtart som beskrevs av Spencer Le Marchant Moore. Amaracarpus acuminatus ingår i släktet Amaracarpus och familjen måreväxter.

## Underarter
Arten delas in i följande underarter:
- A. a. acuminatus
- A. a. pullei